# Ejido Abelardo L. Rodríguez
Ejido Abelardo L. Rodríguez är en ort i Mexiko.   Den ligger i kommunen Guasave och delstaten Sinaloa, i den västra delen av landet, 1 200 km nordväst om huvudstaden Mexico City. Ejido Abelardo L. Rodríguez ligger 34 meter över havet och antalet invånare är 515.
Terrängen runt Ejido Abelardo L. Rodríguez är platt, och sluttar söderut. Runt Ejido Abelardo L. Rodríguez är det ganska tätbefolkat, med 100 invånare per kvadratkilometer. Närmaste större samhälle är Guasave, 18,3 km söder om Ejido Abelardo L. Rodríguez. Trakten runt Ejido Abelardo L. Rodríguez består till största delen av jordbruksmark.